# Christmas Without You
«Christmas Without You» (с англ. — «Рождество без тебя») — песня американской певицы и автора-исполнителя Эйвы Макс, выпущенная 15 октября 2020 года в качестве сингла на американском лейбле звукозаписи Atlantic Records. Композиция была написана самой Эйвой Макс, Джесси Айчер (англ. Jesse Aicher), Сэмом Мартином и продюсерами Gian Stone и Cirkut.

## Композиция
«Christmas Without You» — это рождественская песня поп-жанра в стиле ретро. Имеет энергичное и жизнерадостное настроение. Песня начинается с фортепианных аккордов, которые переходят в первый припев со звуками колокольчика. Во время следующего куплета используется басовая линия с основным битом и гармонией, прежде чем перейти ко второму припеву. Эйва Макс использует мелизматическое пение во всей песне, кульминацией которой является свистковый регистр в последнем припеве.

## Отзывы
Дэвид Глейснер из Washington City Paper высоко оценил вокал Эйвы и её способности в плане написания песен, заявив, что композиция вызывает положительные эмоции на Рождество.

## Участники записи
По данным Tidal.
- Эйва Макс — вокал, автор песни
- Генри Уолтер — продюсер, звукоинженер, автор песни, инструменты, синтезаторы, программирование
- Gian Stone — продюсер, бас, звукоинженер, инструменты, синтезаторы, программирование, автор песни
- Джесси Айчер — автор песни
- Сэм Мартин[англ.] — автор песни
- Рафаэль Фадул — звукоинженер
- Марк Шик — гитара
- Курт Тум — синтезаторы
- Крис Герингер[англ.] — мастеринг
- Сербан Генеа — миксинг
- Джон Хейнс — миксинг, звукоинженер
- Ясмин «YAS» Аль-Мазиди — аранжировка

## Чарты
| Чарт (2020—2021)                           | Высшая позиция |
| ------------------------------------------ | -------------- |
| Австрия (Ö3 Austria Top 40)                | 42             |
| Бельгия/Фландрия (Ultratop 50)             | 42             |
| Бельгия/Валлония (Ultratip Bubbling Under) | 25             |
| Мир (Billboard Global 200)                 | 148            |
| Чехия (Rádio — Top 100)                    | 52             |
| Германия (GfK)                             | 28             |
| Венгрия (Rádiós Top 40)                    | 33             |
| Ирландия (IRMA)                            | 71             |
| Нидерланды (Dutch Top 40)                  | 19             |
| Нидерланды (Single Top 100)                | 69             |
| Новая Зеландия (RMNZ)                      | 31             |
| Республика Корея (Gaon Chart)              | 104            |
| Швейцария (Schweizer Hitparade)            | 66             |
| США (Billboard Adult Contemporary)         | 16             |
| США (Billboard Holiday Digital Song Sales) | 10             |

## История релиза
| Регион         | Дата                 | Формат                        | Лейбл    | Прим.  |
| -------------- | -------------------- | ----------------------------- | -------- | ------ |
| Мир            | 15 октября 2020 года | цифровая дистрибуция стриминг | Atlantic | [ 20 ] |
| Великобритания | 5 декабря 2020 года  | adult contemporary            | Atlantic | [ 21 ] |